# Жангалински район
Жангалински район (на казахски: Жаңақала ауданы) е съставна част на Западноказахстанска област, Казахстан, обща площ 21 520 км2 и население 24 026 души (по приблизителна оценка към 1 януари 2020 г.). Административен център е село Жангала.